# Rechtsbron
Een rechtsbron is, in de rechtswetenschap, de bron waaruit het geldend recht gekend kan worden. In de continentale traditie geldt de wet als belangrijkste rechtsbron. In de anglosaksische traditie is  de casuïstiek de belangrijkste rechtsbron. 
Er kan een onderscheid gemaakt worden tussen formele en materiële rechtsbronnen.

## Formele rechtsbronnen
Formele rechtsbron is een term die de  herkomst aanduidt van concrete rechtsregels of rechtsnormen. De vraag daarbij is waardoor een bepaalde rechtsregel of rechtsnorm gelding heeft. Als het bijvoorbeeld gaat om een Algemeen verbindend voorschrift (een Wet in formele zin of een wet in materiële zin) is dat een formele rechtsbron. Andere formele rechtsbronnen zijn
- algemene rechtsbeginselen
- rechtspraak
- gewoonterecht of gewoonte (ongeschreven rechtsregels);
- rechtsleer of (syn.) doctrine;

## Waardering van formele rechtsbronnen
Afhankelijk van de context worden bepaalde rechtsbronnen hoger gewaardeerd dan andere. In het algemeen gaat het geschreven recht boven het ongeschreven recht, maar niet altijd. Volgens sommigen kunnen formele rechtsbronnen worden verdeeld in bronnen met formele gelding en bronnen die formele gelding ontberen. In Nederland en België is een rechter niet verplicht een informele rechtsbron te volgen. Tot die informele rechtsbronnen zouden dan jurisprudentie, ongeschreven recht, gewoonte en rechtsleer behoren.

## Materiële rechtsbron
De materiële herkomst van rechtsnormen wordt aangeduid met de term materiële rechtsbron. Met die term wordt aangegeven wat de herkomst is van de inhoud van een rechtsnorm. Zo zou je bijvoorbeeld in een bepaald wetsartikel een opvatting uit het Romeins recht kunnen herkennen. Of er is in een zekere wettelijke bepaling een toepassing van een mensenrechtenverdrag te traceren. In dergelijke gevallen vormen het Romeins recht en het mensenrechtenverdragen materiële rechtsbronnen van de onderhavige artikelen.